# Des Bremner
Desmond George „Des“ Bremner (* 7. September 1952 in Aberchirder) ist ein ehemaliger schottischer Fußballspieler. Zumeist im rechten Mittelfeld eingesetzt gewann er mit Hibernian Edinburgh zwei schottische Vizemeisterschaften, wechselte 1979 nach England und gewann dort mit Aston Villa 1981 die englischen Ligatitel sowie ein Jahr später den Europapokal der Landesmeister. Aufgrund seiner Vorzüge, die sich mehr im kämpferischen und läuferischen Bereich als in technischen Fertigkeiten ausdrückten, wurde sein Beitrag zu den Erfolgen in der Nachbetrachtung etwas vernachlässigt, was ihm den Ruf eines „heimlichen Helden“ einbrachte.

## Sportlicher Werdegang

### Hibernian Edinburgh (1972–1979)
Bremner wuchs in ländlicher Umgebung auf, in dem aus gerade einmal drei Straßen bestehenden Dorf Aberchirder. Als eines von acht Kindern entkam er der Langeweile mit Radfahren und Schwimmen, besonders aber der Fußball hatte es ihm angetan. Der Direktor seiner Schule steckte ihn bereits als Zehnjährigen in eine U-15-Auswahl und später landete er in der Nachwuchsabteilung des in der Nähe befindlichen FC Aberdeen. Die erste Mannschaft der „Dons“ wurde damals von Eddie Turnbull betreut und ebendieser Turnbull erinnerte sich an den hart an sich arbeitenden Bremner, als er zu Beginn der 1970er dann in die schottische Hauptstadt zu Hibernian Edinburgh gewechselt war. Bremner hatte da gerade einmal knapp ein Dutzend Spiele für den FC Deveronvale bestritten und ab Dezember 1972 fand er sich dann auf der Position des rechten Außenverteidigers bei den „Hibs“ wieder – im Verlauf der nächsten Jahre wurde aus ihm schließlich ein Mittelfeldspieler.
Mit elf Einsätzen in den verbleibenden Partien der Erstligasaison 1972/73 verhalf er dem Klub zum Sprung auf einen guten dritten Platz hinter den übermächtigen Glasgower Großklubs Celtic und Rangers. Beim 2:1-Ligapokalfinalsieg gegen Celtic im Dezember war er zwar ebenso wenig vertreten wie beim 7:0-Kantersieg gegen den Lokalrivalen Heart of Midlothian, aber besonders der erste europäische Auftritt auswärts bei Hajduk Split im Europapokal der Pokalsieger war trotz des Ausscheidens im Viertelfinale ein nachhaltig beeindruckendes Erlebnis für einen jungen Mann, der neben dem Fußball noch an den meisten Abenden und am Wochenende auf dem heimischen Bauernhof arbeitete. In den folgenden drei Jahren spielte sich Bremner immer mehr in eine Schlüsselposition und mit zwei Vizemeisterschaften 1974 und 1975 sowie einem dritten Rang ein Jahr später war die Mannschaft jeweils ein ernsthafter Anwärter auf den Ligatitel. In dieser Zeit absolvierte er nach bereits neun Auftritten für die schottische U-23-Auswahl am 7. April 1976 gegen die Schweiz (1:0) sein einziges A-Länderspiel für die „Bravehearts“. Die Trophäen blieben jedoch während seiner Zeit in Edinburgh mit Ausnahme des Drybrough Cups 1974 – einem Turnier mit den Teams auf den vier obersten Ligaplätzen – aus und ab der Saison 1977/78 rutschte das Team ins Mittelfeld ab. Letzter Höhepunkt war das 1979er Finale im schottischen FA Cup, das erst nach hartem Kampf und zwei ersten torlosen Partien im dritten Spiel gegen die Rangers mit 2:3 verloren ging.
Bremner sah die Zeit als gekommen an, sich bei einem anderen Verein zu beweisen und neben Billy McNeill von Celtic zeigte sich besonders Rangers-Trainer John Greig interessiert. Mit Europapokalspielen gegen englischen Spitzenklubs wie den FC Liverpool oder Leeds United war er aber auch über die schottischen Grenzen hinaus bekannt und so wechselte er im September 1979 für die Ablösesumme von 275.000 Pfund nach Birmingham zu Aston Villa – die Hibs stiegen übrigens im Jahr darauf in die zweite Liga ab.

### Aston Villa (1979–1984)
Als rechter Mittelfeldspieler traf er bei seinem Debüt für die „Villans“ gegen den FC Arsenal im direkten Duell auf den technisch ungleich beschlageneren Liam Brady und löste die Aufgabe beim 0:0 zufriedenstellend. Unter seinem neuen Trainer Ron Saunders – ebenso wie Turnbull als „Disziplinfanatiker“ berüchtigt – hatte er sofort einen Stammplatz sicher und im weiteren Verlauf der Saison 1979/80 fehlte er in keinem einzigen Pflichtspiel mehr. Auch im folgenden Jahr war er mit 46 Pflichtspieleinsätzen „dauerpräsent“ und dabei – wie seine schottischen Mitspieler Ken McNaught und Allan Evans – wichtiger Bestandteil der Mannschaft, die überraschend die englische Meisterschaft gewann. Im Nachgang ging sein Beitrag zu dem großen Erfolg etwas unter, denn die auffälligeren Akteure waren Kapitän Dennis Mortimer, Torjäger Peter Withe, die weiteren Stürmer Tony Morley und Gary Shaw sowie Spielmacher Gordon Cowans.

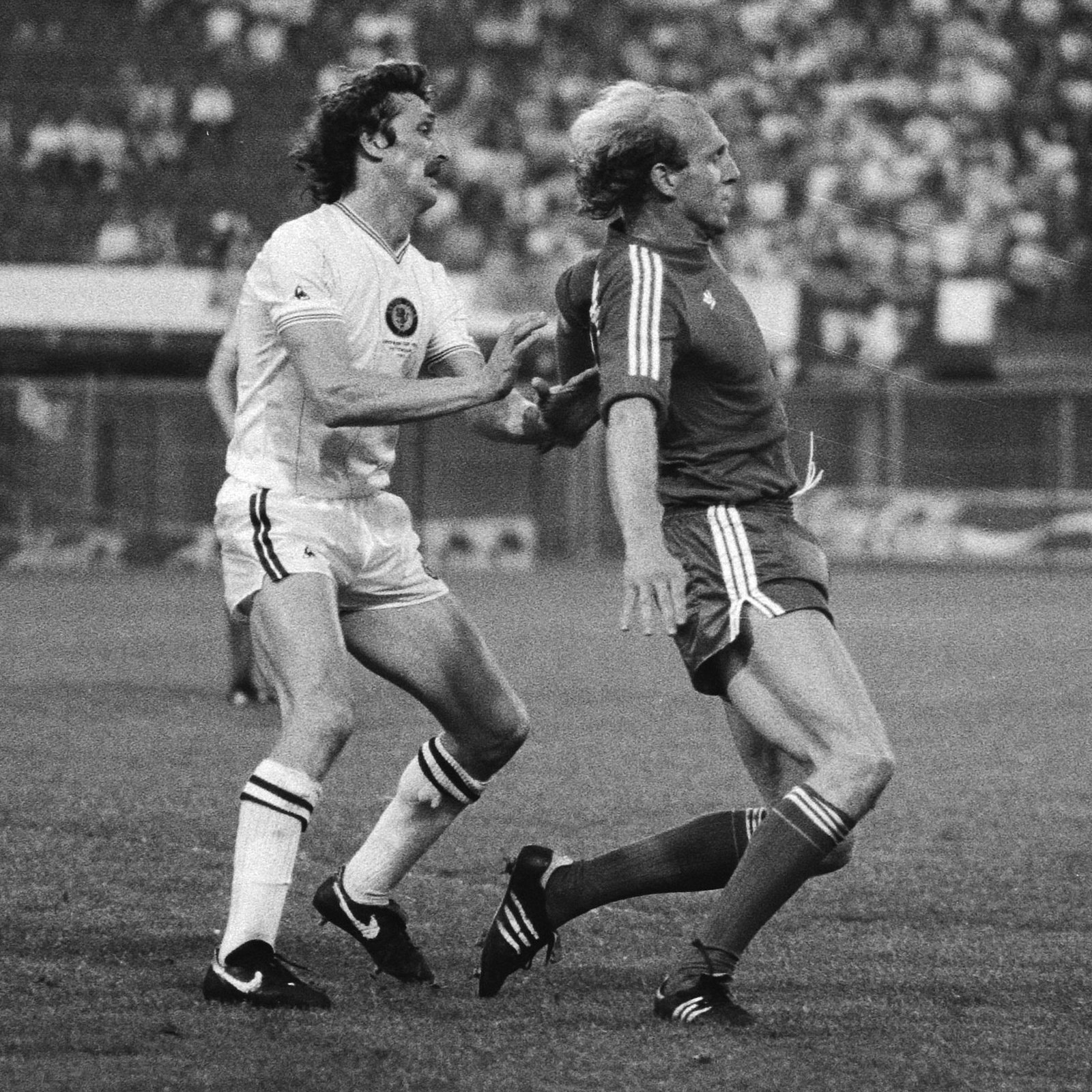
Des Bremner (links) und Dieter Hoeneß im Finalspiel des Europapokals der Landesmeister gegen den FC Bayern München, 1982

Obwohl in der Saison 1981/82 die Teilnahme am Europapokal der Landesmeister primär nur als Abenteuer betrachtet wurde, setzte das Team dort zu einem Siegeszug an und nach Erfolgen gegen Valur Reykjavík, BFC Dynamo, Dynamo Kiew und RSC Anderlecht sah man sich plötzlich im Finale dem favorisierten FC Bayern München gegenüber. Dort fiel Bremner, der auch in allen Partien zuvor mitgewirkt hatte, die Rolle zu, im Abwehrzentrum Paul Breitner aus dem Spiel zu nehmen und am Ende gewann Aston Villa das Endspiel nach einem Treffer von Peter Withe mit 1:0. Später errang Bremner nach einem Sieg gegen den FC Barcelona noch den europäischen Supercup; nur eine 0:2-Niederlage in Tokio gegen Peñarol Montevideo im Weltpokal verhinderte im Dezember 1982 den vollständigen Triumph.
Mittlerweile hatte Saunders’ Kotrainer Tony Barton nach schwachen Leistungen in der Liga die sportliche Leitung übernommen und in den folgenden beiden Jahren blieben weitere Titel aus. Die Mannschaft verschwand sukzessive im Ligamittelfeld und auch Bremner kam in der Saison 1983/84 nur noch sporadisch zum Zuge. Als dann im September 1984 Ex-Trainer Saunders, der mittlerweile bei Birmingham City angeheuert hatte, sein Interesse an einer Verpflichtung bekundete, zögerte Bremner nicht lange und wechselte zum kurz zuvor in die zweite Liga abgestiegenen Rivalen.

### Letzte Stationen (1984–1992)
Zwar verhalf Bremner seinem neuen Arbeitgeber bereits in der ersten Saison zum Wiederaufstieg, aber in der englischen Eliteliga konnten sich die „Blues“ nicht halten und kehrten in der Saison 1985/86 als Tabellenvorletzter auf direktem Weg wieder in die Zweitklassigkeit zurück. Unter dem neuen Trainer John Bond sowie später Garry Pendry und danach Dave Mackay setzte das Team dann zu einer sportlichen Talfahrt an und 1989 musste man sogar den Abstieg in die dritte Liga hinnehmen. Bremner war dabei in der entscheidenden Phase ab März 1989 nicht mehr zum Einsatz gekommen und im August 1989 zog es den fast 37-Jährigen noch einmal nach London zum FC Fulham.
Als Ergänzungsspieler auf der Position des rechten Verteidigers war Bremner für die „Cottagers“ in der Saison 1989/90 am Kampf um den Klassenerhalt in der dritten Liga beteiligt und nach gerade einmal sieben Auftritten in der Startelf und sechs weiteren Partien ab März 1990 für den FC Walsall als vertragloser Spieler endete seine Profilaufbahn. Er ließ anschließend in der Football Conference die aktive Karriere bei den Stafford Rangers ausklingen. Nach seinem Rücktritt begann er im Finanzbereich für die Spielergewerkschaft Professional Footballers’ Association und daneben als selbständiger Finanzberater zu arbeiten.

## Titel/Auszeichnungen
- Europapokal der Landesmeister (1): 1982
- Europäischer Supercup (1): 1982
- Englische Meisterschaft (1): 1981
- Charity Shield (1): 1981
- Drybrough Cup (1): 1973